# Francesco Sansone
Francesco Sansone (Collelongo, 27 novembre 1903 – Roma, 22 maggio 1992) è stato uno scultore italiano.

## Biografia

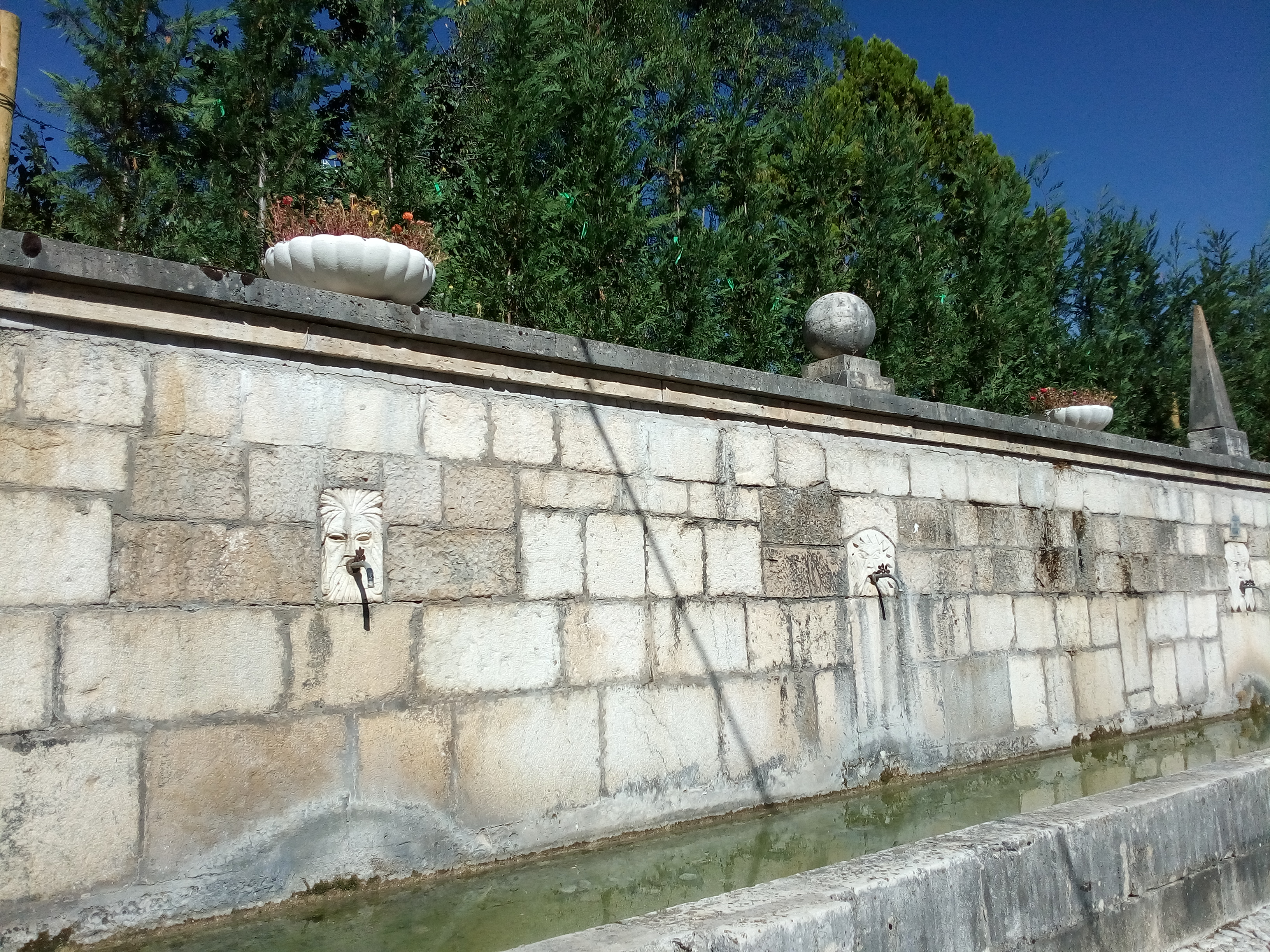
I mascheroni di Fonte Vecchia a Collelongo furono realizzati da Sansone

Di origine contadina, durante l'adolescenza una caduta da cavallo lo rese claudicante e non più adatto a lavorare nei campi. Cominciò quindi a passare il tempo scolpendo le pietre;il medico del paese, avendolo notato, convinse il padre a mandarlo a Roma ad una scuola di scultura. Nella capitale entrò a far parte del gruppo di artisti che, dal 1927 al 1933, crearono le Sculture del Foro Italico.
Nel 1941 aprì uno studio nell'abbandonata Chiesa di Santa Maria in Tempulo, alla Passeggiata Archeologica, dove lavorò con il collega Quaglieri fino alla sua morte. Le sue opere sono sparse in Italia e in tutto il mondo: Ritratto dello Scià di Persia in Iran; S. Rosa a Lima nel Perù; Madonna a Gerusalemme; Via Crucis e Madonna a Terracina (Porto Badino); Busto di Giovanni XXIII al Vaticano; Busto di Bonifacio IV al Pantheon di Roma; Busto di Leone Marsicano nella Cattedrale di Santa Aurea a Ostia Antica.
Rimase sempre molto legato al suo paese d’origine, Collelongo; ricercò nel territorio del paese tracce degli antichi insediamenti e ne cercò di restaurare i monumenti principali: fu lui uno dei primi infatti a intuire l’esistenza dell’antico abitato dei Marsi, la cosiddetta “Giostra”, nella conca di Amplero; a portare avanti,negli anni ‘70 insieme all’allora parroco del paese, don Rino Rossi, il restauro della chiesa della “Madonna a Monte” risalente al XII secolo, sita dove era il nucleo medievale del paese; a realizzare il restauro della “Fonte Vecchia”, principale punto di approvvigionamento idrico del paese e a dotarla di una fronte scenografica con scalinata e bocchettoni scolpiti di sua mano; a tentare per anni di far ripristinare la Torre del palazzo nobiliare del paese, crollata in parte a causa del terremoto del 1915; a far ripristinare la chiesa della Madonna delle Grazie nella piazza Ara dei Santi.
A Roma si impegnò anche nell’attività politica: nel quartiere dove viveva, Testaccio, fu tra i promotori,  nel 1946, dell’apertura di una delle prime sezioni della Democrazia Cristiana a Roma; negli anni ’50 aprì la sede di quartiere delle ACLI, dedicandosi, attraverso essa, alla tutela dei lavoratori e dei pensionati. Di essa diventò presidente onorario.
Fu attivo fino alla sua morte avvenuta a 89 anni per le complicazioni seguite ad un investimento da parte di una automobile proprio nel suo quartiere.